# Corycaeus elongatus
Corycaeus elongatus är en kräftdjursart som beskrevs av Claus 1863. Corycaeus elongatus ingår i släktet Corycaeus och familjen Corycaeidae. Inga underarter finns listade i Catalogue of Life.